# Burg Stöckach
Die Burg Stöckach ist eine abgegangene Höhenburg auf dem Stöckach, etwa 3000 m nordöstlich der Stadtmitte von Stuttgart in Baden-Württemberg.

## Geschichte
Von der nicht mehr genau lokalisierbaren Burganlage ist nichts mehr erhalten und ein Adelsgeschlecht kann der Anlage auch nicht zugeordnet werden. Nach der Beschreibung des Stadtdirectionsbezirks Stuttgart konnte Oswald Gabelkover 1604 Überreste der Burg sehen und beschreiben. Sie soll einige hundert Schritte vom Hirschbad, zur rechten Seite, allernächst an dem Rennweg gestanden sein.